# Gerd Sandstede

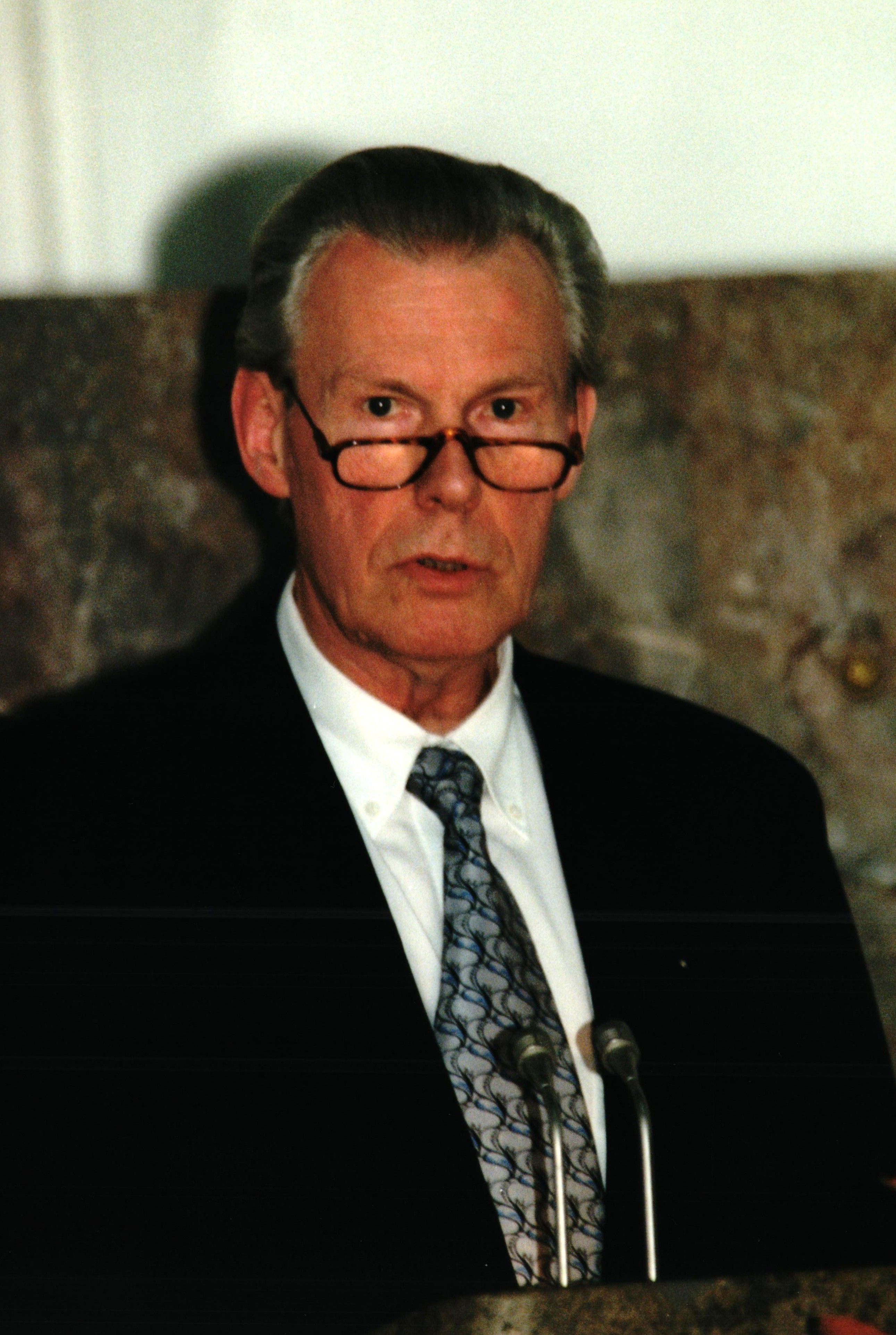
Gerd Sandstede 1999

Gerd Sandstede (* 5. Februar 1929 in Oldenburg; † 17. Juni 2025 in Frankfurt am Main) war ein deutscher Chemiker und Direktor des Battelle-Instituts für Auftragsforschung.

## Leben und Werk
Als Jugendlicher begann Gerd Sandstede eine Ausbildung als Offiziersanwärter beim Norddeutschen Lloyd. Sein Großonkel war der Pflanzen- und Flechtenforscher Heinrich Sandstede, der Begründer des Heimatmuseums in Bad Zwischenahn.
Ab 1949 studierte Sandstede an der Goethe-Universität in Frankfurt am Main Naturwissenschaften und Physikalische Chemie im Arbeitskreis von Hermann Hartmann, 1958 schloss er das Studium als Diplom-Chemiker ab. Seine Dissertation behandelt die Thermodynamik der Grenzflächen, Betreuer war neben Hermann Hartmann auch Philipp Siedler.
1955 ging er an das Battelle-Institut für Auftragsforschung, wo er ab 1958 über Brennstoffzellen forschte. Ab 1964 war er Leiter der Abteilung Grenzflächenforschung und Elektrochemie, 1969 wurde er Leiter der Hauptabteilung Physik. Auf der ACHEMA stellte er 1969 den ersten Methanol-Reformer mit Brennstoffzelle vor. 1970 wurde er Leiter der Hauptabteilung Chemie und 1976 der Hauptabteilung Chemie und Werkstoffe. Im Jahr 1978 wurde er am Institut Direktor für Forschung und Technik mit den Bereichen Biologie, Chemie, Physik, Werkstoffe, Ingenieurswesen, Wirtschafts- und Sozialforschung.
Sandstede war Mitglied in vielen wissenschaftlichen Vereinigungen und Ausschüssen, etwa des ETG-Fachausschusses Brennstoffzellen oder als Vorsitzender des Ausschusses Elektrochemische Prozesse der DECHEMA (Dechema Gesellschaft für Chemische Technik und Biotechnologie) und als Vorsitzender des Ausschusses Elektrochemische Prozesse in der Kernbrennstoff-Wiederaufarbeitung der GVC (Gesellschaft Verfahrenstechnik und Chemieingenieurwesen)/DECHEMA. Er wurde 1981 stellvertretender Vorsitzender des Kongressbeirats (VDI) der SURTEC (Oberflächentechnik). Außerdem war er Lehrbeauftragter der Fachhochschule Darmstadt. Er lebte unter anderem in Bonn. Von 1991 bis 2007 war Sandstede Präsident des Physikalischen Vereins in Frankfurt, dessen Mitglied er 1962 auf Anregung Philipp Siedlers geworden war. Von 2007 bis zu seinem Tod war er Ehrenpräsident des Vereins.
Gerd Sandstede veröffentlichte Bücher mit den Themen Physikalische Chemie, Elektrochemie, Batterieforschung, Grenzflächenforschung, Energietechnologie, Rohstoff- und Forschungsmanagement. Er war Inhaber zahlreicher Patente in Physikalisch-Chemischer Technologie und Energiespeicherung und erhielt zahlreiche Preise und Auszeichnungen. 2005 wurde ihm das Große Bundesverdienstkreuz verliehen, sowie die ACHEMA-Plakette und die DECHEMA-Medaille. 2015 wurde mit (241136) Sandstede ein Asteroid nach ihm benannt.